# Meander (1855)
El SS Meander fue un buque de vapor de hierro construido por James Moss & Co. de Liverpool para la Moss Line. Fue botado el 6 de enero de 1855 por el astillero de Bristol de George Kelson Stothert & Co. Tuvo dos buques hermanos construidos en el mismo astillero, el Scamander y el Araxes.

## Historia
Poco después de su finalización, James Moss & Co. fletó el Meander con sus dos naves hermanas al Gobierno francés para su uso como buque de tropas en la Guerra de Crimea. Fue rebautizado con el nombre de Meandre y regresó al finalizar la guerra de Crimea en febrero de 1856.
Al año siguiente fue adquirido por Bibby Line y volvió a tener su nombre original, aunque los franceses y el registro de Lloyds seguían refiriéndose a él como Meandre. Tras una década de servicio, fue vendido en 1868 a la Cie Generale Maritime de Amberes y rebautizado como Baron Lambermont para operar en Bélgica. En 1877 fue adquirido por E. Caillol et H. Saint-Pierre de Marsella y rebautizado como Orient.
Caillol & Saint-Pierre lo explotó en el servicio de Marsella a Córcega transportando 10 pasajeros y 700 soldados en las cubiertas intermedias. En 1885 fue reformado, sustituyendo su motor por un motor compuesto de Fraissenet & Cie de Marsella, aumentando su tonelaje a 1023 TRB. Esto le permitió operar hasta el siglo XX, pero al final de su carrera fue relegado a un buque de carga, operando en Argelia. El Meander fue desguazado en Marsella en 1910.
Es objeto de un grabado titulado "Launch of the HMS Meander, from the Clifton Works, Bristol, 1855", aunque nunca sirvió en la Marina Real británica.